# Pablo Suárez
Pablo Roberto Suárez (Buenos Aires, 15 de diciembre de 1937-Buenos Aires, 15 de abril de 2006) fue un pintor y escultor argentino.

## Inicios
Su padre, Roberto Suárez Baconé, médico y pintor aficionado. Su madre, María Consuelo San Germán, pianista. En 1955 Ingresó en la Facultad de Agronomía de la Universidad de Buenos Aires, pero abandona los estudios. Asiste a un gimnasio donde practica box. Frecuentemente contaba que por la época participaba en varios encuentros como amateur. 
Como pintor, si bien siempre se definió como autodidacta, asistió al taller de Raquel Forner y Alfredo Bigatti.
Entre 1957 y 1958 decidió dedicarse al arte de manera específica. Es impulsado entre otros por Germaine Derbecq, Alberto Greco y Antonio Berni . Este último es quien se constituye en uno de sus principales mentores y estimula sus búsquedas artísticas. Algún tiempo después, se convierte en su ayudante. Sin duda, Berni es uno de los que opera como una figura de peso en su formación como artista y probablemente,  la mayor influencia de Suárez haya sido la actitud de permanente intercambio con los artistas de las generaciones más jóvenes. 
En 1959 realizó su primer envío al Salón Municipal ¨Manuel Belgrano¨, en el Museo Municipal ¨Eduardo Sívori¨, en Buenos Aires. Participó de una exposición colectiva en Sofía, Bulgaria.

## Años 1960
En diciembre de 1961 realiza su primera exposición individual, en la galería Lirolay. Presenta entre otros, los óleos Los tres en soledad (1960), Los espectadores (1961), El penitente (1961), Los Condenados a muerte (1961) y también algunos dibujos.
Frecuentó el legendario bar Moderno, reducto de encuentro para artistas como Alberto Greco, Emilio Renart, Rúben Santantonín, Jorge de la Vega, Ricardo Carreira, y Oscar Bony, entre muchos otros.
En 1965 por medio de la obtención de una beca, viajó a los Estados Unidos. Participó de la exposición The emergent decade. Latinamerican painters and painting in the 1960`s con curaduría de Thomas Messer. La muestra comienza su itinerancia en el Museo de Bellas Artes de Caracas y concluye en el Salomon R. Guggenheim Museum, en Nueva York. Entre el 28 de mayo y el 11 de junio de 1965 colabora con Rubén Santantonín y Marta Minujín en La Menesunda, una ambientación ideada a modo de experiencia multisensorial en la que el público experimenta diversas situaciones visuales, táctiles y auditivas. Uno de los habitáculos del recorrido presenta una enorme cabeza de mujer modelada por Suárez en poliéster opaco reforzado con lana de vidrio.
Entre 1964 y 1966 realiza un happening en la Galería Guernica conocido como ¨Un día de nuestras vidas¨, junto a Marta Minujín y Rúben Santantonín, entre otros.

## Años 1970 y siguientes
A comienzos de los años 70, debido al agotamiento del arte, por la situación política del país, algunos artistas plásticos que participaban en el Di Tella deciden alejarse de la actividad artística; es así como Suárez se radica en la provincia  de San Luis. En 1972 retomó la pintura con escenas de paisajes e interiores de casas ubicadas en los suburbios bonaerenses y, desde la parodia, toma elementos de las obras de Molina Campos.
Entre 1981 y 1985 se trasladó a Mataderos, barrio que se constituye en motor de su trabajo. En esta década se vincula al contexto explosivo de la vuelta a la democracia, un momento en el que confluyen las artes y las publicaciones alternativas en espacios marginales como el Parakultural. En estos años Suárez, como también Marcia Schvartz e incluso Antonio Berni, vuelve a la pintura con gran colorido y una pincelada gestual. También en las obras de este período el artista recurre al grotesco, con personajes modelados en resina que se desprenden del plano del soporte pictórico hacia el espacio. En esta época es docente en el Taller Barracas, para artistas becados por la Fundación Antorchas, y en 2000 se traslada a Colonia del Sacramento, Uruguay. En abril de 2006 falleció en la ciudad de Buenos Aires, a los sesenta y nueve años.

## Premios y distinciones
- Premio Konex 2012: Escultura y Objeto: Quinquenio 2002-2006 (Post mortem)[2]
- Premio Konex de Platino 2002: Escultura: Quinquenio 1997-2001
- Premio Konex 1992: Nuevas Propuestas